# Булгаково (Луховицкий район)
Булгаково — деревня в Астаповском сельском поселении Луховицкого муниципального района Московской области.
До 2004 года входило в Городнянский сельский округ Луховицкого района.
У деревни Булгаково берёт начало река Матырка.

## Население
| 2002 | 2006 | 2010 |
| ---- | ---- | ---- |
| 16   | ↘7   | ↗13  |

## Транспорт
С деревней «Луховицком АТП» ГУП МО «Мострансавто» организовано автобусное сообщение (Маршрут № 28 Луховицы — Берхино)